# Wade Cunningham
Wade Grant Cunningham (* 19. August 1984 in Auckland) ist ein neuseeländischer Automobilrennfahrer. Er wurde 2005 Meister der IRL Pro Series. 2011 und 2012 trat er zu einigen Rennen der IndyCar Series an. Sein Bruder Mitch Cunningham ist ebenfalls Rennfahrer.

## Karriere

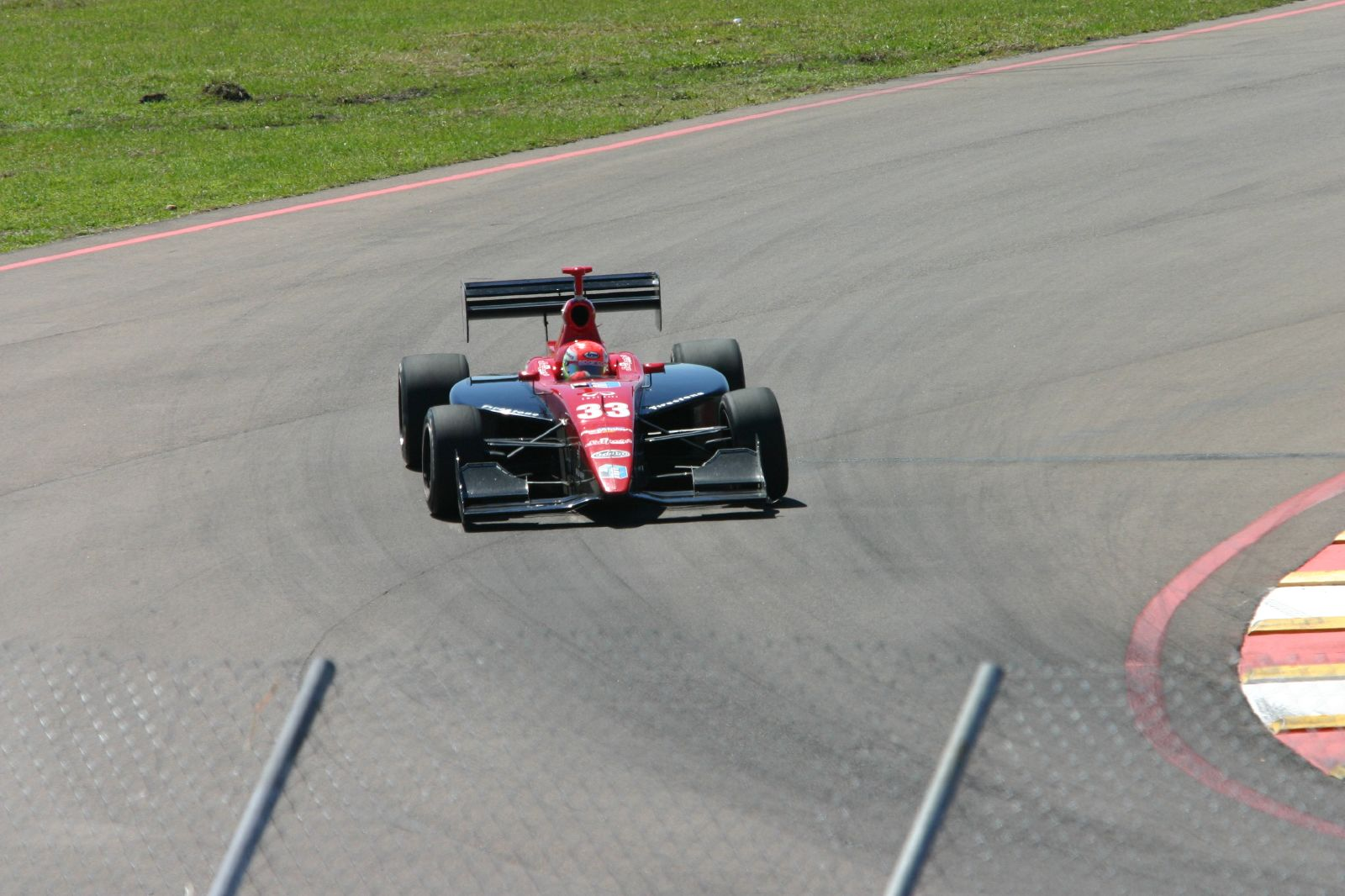
Cunningham gewann 2005 bereits in seiner ersten Saison den Meistertitel der IRL Pro Series

Cunningham begann seine Motorsportkarriere 1998 im Kartsport, in dem er bis 2003 aktiv war. Unter anderem gewann er 2003 die Formel-A-Weltmeisterschaft. 2004 wechselte er in den Formelsport und wurde auf Anhieb Fünfter der U.S. F2000 National Championship. 2005 startete er zunächst in der neuseeländischen Toyota Racing Series und belegte mit einem Sieg den achten Gesamtrang. Anschließend trat er für Brian Stewart Racing in der IRL Pro Series an. Obwohl er nur ein Rennen gewann, sicherte er sich dank weiterer neun Podest-Platzierungen den Meistertitel. 2006 blieb er bei Brian Stewart Racing. Obwohl er in dieser Saison sogar drei Rennen, unter anderem auf dem Indianapolis Motor Speedway, für sich entschied, reichte es diesmal nicht zum Titelgewinn und er wurde Gesamtdritter.

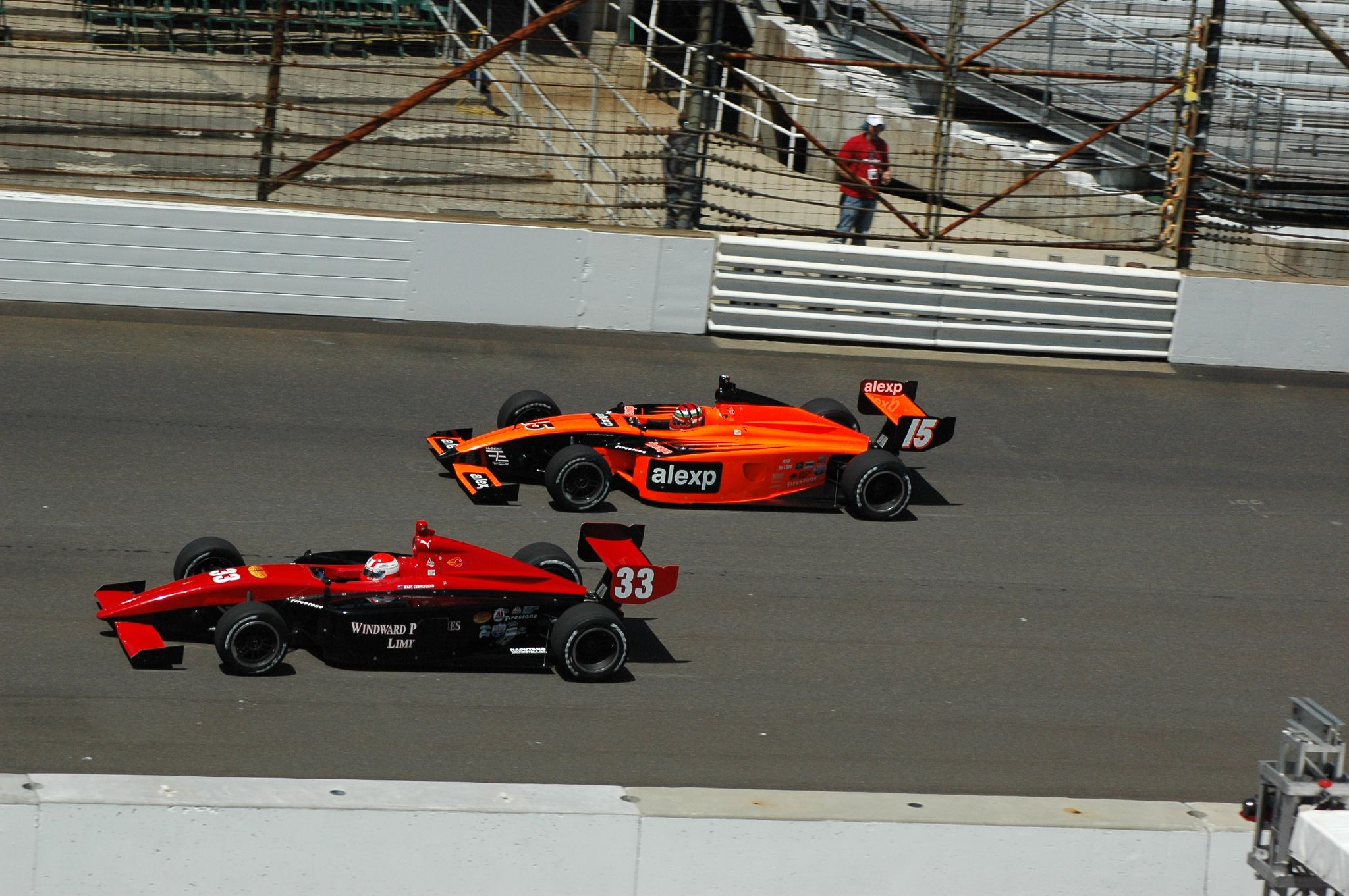
Cunningham (innen) in der Indy Lights (2008)

Nachdem er 2007 an drei Rennen der neuseeländischen Toyota Racing Series teilgenommen hatte, wechselte Cunningham in der IRL Pro Series zu AFS Racing/Andretti Green Racing. Mit einem Sieg konnte er den dritten Gesamtrang verteidigen. 2008 nahm Cunningham nur an sieben Rennen, der inzwischen in Indy Lights umbenannten Meisterschaft, teil. Mit zwei Podest-Platzierungen beendete er die Saison auf dem 19. Gesamtrang. 2009 bestritt Cunningham für Sam Schmidt Motorsports wieder die komplette Saison in der Indy Lights. Mit zwei Siegen belegte er als bester Pilot seines Teams den vierten Platz in der Meisterschaft. Unter anderem gewann er erneut in Indianapolis und wurde damit zum ersten Piloten, der das Indy-Lights-Rennen in Indianapolis, mehrmals gewann.
2010 trat Cunningham für Sam Schmidt Motorsports nur zu zwei Indy-Lights-Rennen an. Er beendete beide Rennen auf dem Podium und gewann das Indy-Lights-Rennen von Indianapolis zum dritten Mal in seiner Karriere. In der Gesamtwertung belegte er den 15. Platz. 2011 gab Cunningham sein Debüt in der IndyCar Series. Für Sam Schmidt Motorsports nahm er an einigen Rennen teil. Beim Saisonfinale auf dem Las Vegas Motor Speedway löste Cunningham einen Massenunfall aus, in dem sein Teamkollege Dan Wheldon tödliche Verletzungen erlitt. Cunningham wurde 37. in der Fahrerwertung. Ein siebter Platz war sein bestes Resultat. 2012 erhielt Cunningham ein IndyCar-Cockpit für das Indianapolis 500 bei A. J. Foyt Enterprises. Er schied im Rennen aus. Darüber hinaus absolvierte er das letzte Saisonrennen der IndyCar Series für A. J. Foyt Enterprises, da der reguläre Pilot Mike Conway kurzfristig auf eine Teilnahme verzichtet hatte. In der IndyCar-Gesamtwertung wurde er 28. In der zweiten Hälfte des Jahres 2012 nahm Cunningham zudem an drei Veranstaltungen der V8SuperTourer, einer neuseeländischen Tourenwagenserie, teil. Dort teilte er sich ein Fahrzeug mit Jonny Reid.

## Statistik

### Karrierestationen
| - 1998–2003: Kartsport - 2004: U.S. F2000 National Championship (Platz 5) - 2005: Toyota Racing Series (Platz 8) - 2005: IRL Pro Series (Meister) - 2006: IRL Pro Series (Platz 3) | - 2007: Toyota Racing Series (Platz 26) - 2007: IRL Pro Series (Platz 3) - 2008: Indy Lights (Platz 19) - 2009: Indy Lights (Platz 4) - 2010: Indy Lights (Platz 15) | - 2011: IndyCar Series (Platz 37) - 2012: IndyCar Series (Platz 28) - 2012: V8SuperTourer, Endurance (Platz 15) |

### Einzelergebnisse in der IndyCar Series
| Saison | Team                    | 1   | 2   | 3   | 4   | 5       | 6       | 7       | 8   | 9   | 10  | 11  | 12  | 13  | 14  | 15     | 16  | 17    | 18    | Punkte | Rang |
| ------ | ----------------------- | --- | --- | --- | --- | ------- | ------- | ------- | --- | --- | --- | --- | --- | --- | --- | ------ | --- | ----- | ----- | ------ | ---- |
| 2011   | Sam Schmidt Motorsports | STP | ALA | LBH | SAO | INDY    | TXS1 29 | TXS2 26 | MIL | IOW | TOR | EDM | MDO | NHA | SNM | BAL    | MOT | KTY 7 | LSV C | 36     | 37.  |
| 2012   | A. J. Foyt Enterprises  | STP | ALA | LBH | SAO | INDY 31 | DET     | TXS     | MIL | IOW | TOR | EDM | MDO | SNM | BAL | FON 14 |     |       |       | 29     | 28.  |

(Legende)